# Espace projectif
Cet article concerne la notion d'espace projectif associé à un espace vectoriel. Pour les différentes façons de définir un cadre dans lequel donner sens à la géométrie projective, voir géométrie projective.
En mathématiques, un espace projectif est le résultat d'une construction fondamentale qui consiste à rendre homogène un espace vectoriel, autrement dit à raisonner indépendamment des proportionnalités pour ne plus considérer que des directions. Par exemple, l'espace projectif réel de dimension n, Pn(ℝ),ou RPn, est l'ensemble des droites vectorielles ou des directions de ℝn+1 ; formellement, c'est le quotient de ℝn+1\{0} par la relation d'équivalence de colinéarité. On peut munir ces espaces projectifs de structures additionnelles pour en faire des variétés. 
L'idée sous-tendant cette construction remonte aux descriptions mathématiques de la perspective. 
L'espace construit permet d'obtenir, à partir de l'algèbre linéaire, une géométrie aux énoncés très simples et généraux, la géométrie projective, qui avait déjà fait l'objet d'études importantes au XIXe siècle avec d'autres modes d'introduction. Dans le cas du corps des réels, on fonde ainsi une extension de la géométrie affine donnant un sens à la notion de point ou droite à l'infini. Les espaces projectifs sont aussi utilisés sur le corps des nombres complexes pour obtenir une bonne théorie de l'intersection pour les variétés algébriques.
L'espace projectif possède une généralisation naturelle, la grassmannienne, qui consiste à considérer des sous-espaces vectoriels de dimension fixée au lieu de se limiter aux droites.

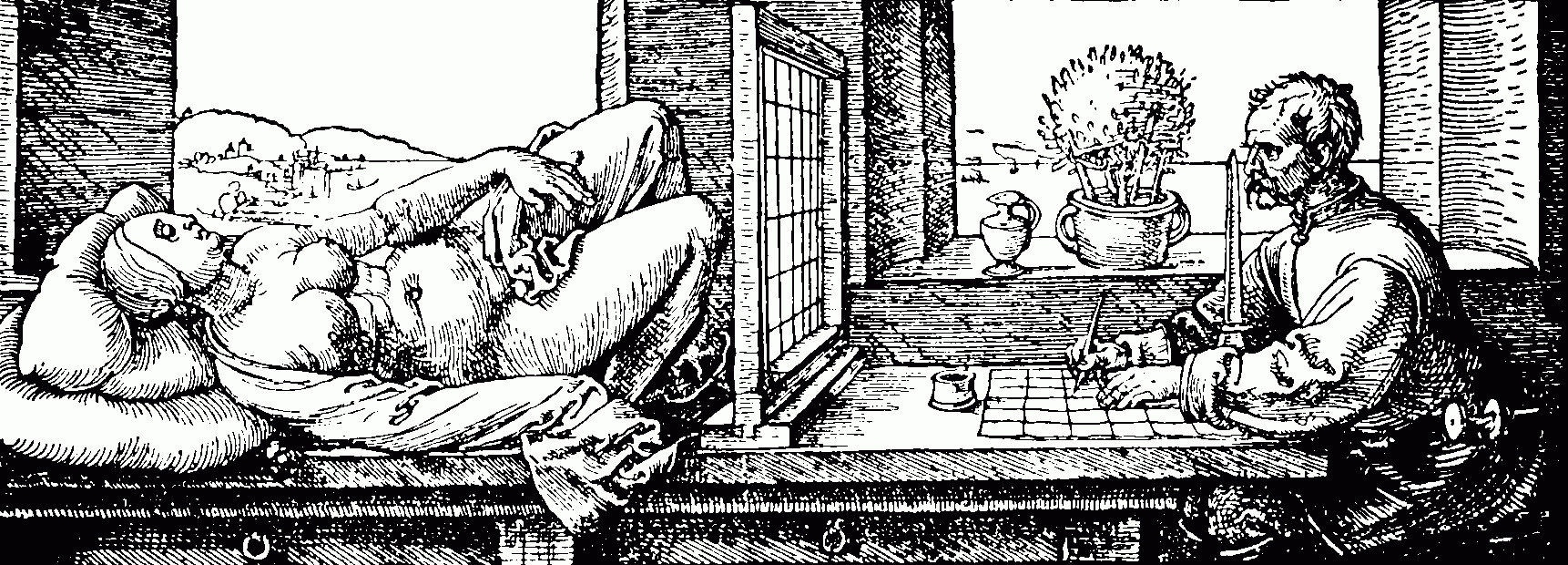
Illustration par Albrecht Dürer du principe de la perspective linéaire : l'objet de l'espace ambiant est étudié à partir des rayons incidents depuis un point de référence.

## Définitions

### Espace projectif associé à un espace vectoriel

Pour passer de cet espace vectoriel de dimension 3 à l'espace projectif associé, on identifie a et A entre eux et avec tous les points de la droite (Aa) sauf 0. De même pour b et B, c et C. Les deux portions de surface sont deux représentants d'une même partie de l'espace projectif.

Soit K un corps, non nécessairement commutatif, et E un espace vectoriel sur K. Il est possible de définir une relation d'équivalence sur E\{0}, la colinéarité : deux vecteurs non nuls sont équivalents si et seulement s'ils engendrent la même droite vectorielle. L'espace projectif associé à E, noté P(E), est l'ensemble quotient pour cette relation d'équivalence ; c'est donc l'ensemble de toutes les droites vectorielles de E, (privées du vecteur nul).
L'exemple le plus immédiat est celui où l'on part de l'espace Kn+1 : l'espace projectif associé est noté KPn = Pn(K) = P(Kn+1) et appelé espace projectif standard de dimension n sur K. Certains de ces espaces sont très étudiés comme le plan projectif réel ℝP2, qui fournit un exemple très simple de surface non orientable, ou la droite projective complexe ℂP1, appelée fréquemment sphère de Riemann et qui est le cadre naturel de la géométrie anallagmatique et, dans une certaine mesure, de l'analyse complexe. Le phénomène de « perte d'une dimension » dans la dénomination des espaces obtenus est cohérent avec l'opération de quotient effectuée, et se justifie pleinement quand l'espace projectif est muni d'une structure de variété.

#### Exemple détaillé: le plan projectif réel
Prenons n = 2 et K = ℝ. Soit {\displaystyle (x,y,z)\neq (0,0,0)} dans {\displaystyle \mathbb {R} ^{3}}. On note {\displaystyle [x:y:z]=\{(\lambda x,\lambda y,\lambda z)\mid \lambda \in \mathbb {R} ^{*}\}}. Cela signifie que {\displaystyle [x:y:z]=[x':y':z']} si et seulement s'il existe {\displaystyle \lambda } non nul tel que {\displaystyle x'=\lambda x}, {\displaystyle y'=\lambda y} et {\displaystyle z'=\lambda z}.
Alors
{\displaystyle \mathbb {R} P^{2}=\{[x:y:z]\mid (x,y,z)\in \mathbb {R} ^{3}\setminus \{(0,0,0)\}\}}
est le plan projectif réel. On a une application surjective (« projection canonique »)
{\displaystyle \pi :\mathbb {R} ^{3}\setminus \{(0,0,0)\}\to \mathbb {R} P^{2}}, {\displaystyle (x,y,z)\mapsto [x:y:z]}.
Grâce à {\displaystyle \pi }, on établit un dictionnaire entre objets vectoriels (dans {\displaystyle \mathbb {R} ^{3}}) et projectifs (dans {\displaystyle \mathbb {R} P^{2}}).
| côté vectoriel     | côté projectif    |
| droite vectorielle | point             |
| plan vectoriel     | droite projective |
Soit {\displaystyle \Pi } un plan vectoriel de {\displaystyle \mathbb {R} ^{3}}. La projection {\displaystyle \pi } induit une injection de l'espace projectif associé à {\displaystyle \Pi } dans {\displaystyle \mathbb {R} P^{2}} et son image {\displaystyle D} est une droite projective. Il est intéressant de constater que le complémentaire de {\displaystyle D} est un plan affine. Par exemple, si {\displaystyle D} est le plan d'équation {\displaystyle z=0}, l'application de {\displaystyle \mathbb {R} ^{2}} dans le complémentaire qui envoie {\displaystyle (x,y)} sur {\displaystyle [x:y:1]} est une bijection.
On dit souvent que {\displaystyle D} est la droite à l'infini, ou qu'on a envoyé {\displaystyle D} à l'infini.
L'intérêt le plus immédiat de cette construction pour la géométrie élémentaire est que désormais, deux droites distinctes s'intersectent toujours en un point, alors que dans un plan affine il faut distinguer droites parallèles et sécantes. En effet, deux plans vectoriels distincts se coupent selon une droite, laquelle correspond à (est...) un point de l'espace projectif. On peut en effet compléter le tableau précédent.
| en présence d'un plan vectoriel {\displaystyle \Pi } / d'une droite projective {\displaystyle D} |                                                                   |                         |
| côté vectoriel                                                                                   | côté projectif                                                    | côté affine             |
| droite vectorielle non incluse dans {\displaystyle \Pi }                                         | point « ordinaire »                                               | point du plan           |
| droite vectorielle incluse dans {\displaystyle \Pi }                                             | point « à l'infini »                                              | direction de droite     |
| plan vectoriel différent de {\displaystyle \Pi }                                                 | droite projective « ordinaire »                                   | droite                  |
| plan vectoriel {\displaystyle \Pi }                                                              | droite à l'infini                                                 | N/A                     |
| deux plans dont l'intersection n'est pas dans {\displaystyle \Pi }                               | deux droites dont l'intersection n'est pas dans {\displaystyle D} | deux droites sécantes   |
| deux plans dont l'intersection est dans {\displaystyle \Pi }                                     | deux droites dont l'intersection est dans {\displaystyle D}       | deux droites parallèles |
Si l'on remplace {\displaystyle \mathbb {R} } par {\displaystyle \mathbb {C} }, on obtient le plan projectif complexe. Il est utile pour faire de la géométrie élémentaire (étude des cercles, des coniques...) car il cumule les avantages d'un corps algébriquement clos (dans lequel les équations algébriques ont toujours le bon nombre de solutions) et ceux d'un espace projectif (où les intersections « à l'infini » sont traitées comme les autres). Ces avantages sont illustrés par le théorème de Bézout. Par exemple, en comptant convenablement (c'est-à-dire en comptant les solutions complexes éventuellement à l'infini avec des multiplicités convenables), une droite et un cercle se coupent toujours en deux points, deux coniques se coupent toujours en quatre points, etc.

### Points et sous-espaces
Les éléments de l'espace projectif sont les droites de l'espace vectoriel E. Cependant, l'opération de passage au quotient revient à les considérer comme les objets de base de nouvel espace, et elles sont appelées points de l'espace projectif P(E). De la même façon, aux plans vectoriels de E correspondent des parties de  P(E) qui sont de façon naturelle des droites projectives, appelées les droites de P(E). De façon générale les sous-espaces vectoriels de E de dimension k + 1 sont en correspondance bijective avec les sous-espaces projectifs de P(E) de dimension k.
Dans l'espace projectif P(E) il n'y a plus de point privilégié par lequel passeraient les différents sous-espaces. Il n'y a pas non plus de phénomène de parallélisme : deux droites distinctes d'un plan projectif ont nécessairement un point commun, et plus généralement deux sous-espaces de P(E) dont la somme des dimensions dépasse celle de P(E) ont une intersection non vide.

### Transformations associées
Tout automorphisme linéaire de E donne aussi une symétrie de P(E). Dans l'interprétation concrète dans l'espace ambiant, ces transformations projectives peuvent être vues comme des changements de perspective. Lorsque le corps de base est commutatif, le groupe de ces symétries, appelé groupe projectif linéaire (en), est le quotient du groupe général linéaire de E par le sous-groupe des multiples non nuls de l'identité.

### Coordonnées et repères
Lorsque l'espace vectoriel E possède une base, il est possible d'associer à chaque point a de P(E) les différents n+1-uplets de coordonnées des vecteurs de E dont il est issu. On dit que cela constitue un système de coordonnées homogènes de a. Ainsi dans le plan projectif, si un point a un triplet de coordonnées homogènes {\displaystyle (s,t,u)}, les autres triplets seront les {\displaystyle (x.s,x.t,x.u)} pour {\displaystyle x} scalaire non nul.
On peut en fait manipuler de telles coordonnées sans revenir à l'espace vectoriel E. On introduit pour cela la notion de repère projectif. Il s'agit d'un (n + 2)-uplet de points de P(E), tels qu'aucun d'eux n'est inclus dans l'espace projectif engendré par n autres. À un tel repère est associée une base de E, unique à multiplication près par un scalaire non nul près. Ainsi on peut attribuer la notion de coordonnées homogènes au repère projectif.
Lorsque le corps de base est commutatif, les transformations projectives envoient tout repère projectif sur un repère projectif. Elles sont caractérisées par l'image d'un tel repère.

## Topologie, structures additionnelles

### Espace projectif réel

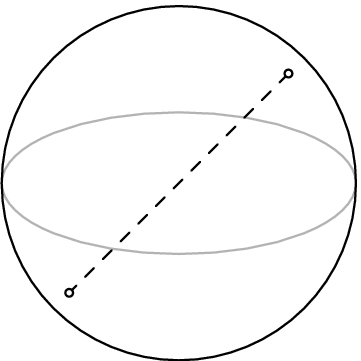
L'espace projectif réel peut être vu comme une sphère dont chaque point est identifié à son antipodal. On peut aussi le voir comme un hémisphère dont le bord a subi une telle identification des points antipodaux.

Lors du passage au quotient qui définit l'espace projectif réel {\displaystyle \mathbb {R} \mathrm {P} ^{n}}, il est possible de se limiter aux vecteurs de norme 1. Ainsi l'espace projectif peut être obtenu comme un quotient de la sphère Sn  de dimension n par l'application -Id qui identifie chaque point avec le point antipodal. Cela lui confère une structure naturelle de variété différentielle compacte de dimension n, orientable si et seulement si n est impair. De plus {\displaystyle \mathbb {R} \mathrm {P} ^{n}} est muni d'une métrique riemannienne canonique, la projection de la sphère sur l'espace projectif étant un revêtement riemannien à deux feuillets. Il s'agit notamment d'une isométrie locale : l'espace projectif est lui aussi de courbure sectionnelle constante valant 1. Les géodésiques sont les images de celles de la sphère, et sont {\displaystyle \pi }-périodiques.
L'espace {\displaystyle \mathbb {R} \mathrm {P} ^{n}} a aussi une structure de CW-complexe, avec une cellule en chaque dimension inférieure ou égale à n : l'application d'attachement de sa n-cellule à son (n – 1)-squelette {\displaystyle \mathbb {R} \mathrm {P} ^{n-1}} est la projection canonique, de Sn – 1 sur son 2-quotient {\displaystyle \mathbb {R} \mathrm {P} ^{n-1}}.
L'espace {\displaystyle \mathbb {R} \mathrm {P} ^{1}} est un cercle. Pour n=2, le plan projectif réel est une surface non orientable qu'il n'est pas possible de représenter parfaitement dans l'espace  {\displaystyle \mathbb {R} ^{3}}, c'est-à-dire qu'il n'en existe pas de plongement. À défaut, on dispose de représentations classiques, avec des auto-intersections : la surface de Boy, la surface romaine. Pour n=3, en utilisant les quaternions, la sphère S3 peut être munie d'une structure de groupe, qui passe à {\displaystyle \mathbb {R} \mathrm {P} ^{3}} et qui en fait un groupe de Lie isomorphe au groupe SO(3).
Pour {\displaystyle n\geqslant 2}, le groupe fondamental de {\displaystyle \mathbb {R} \mathrm {P} ^{n}}
est égal à {\displaystyle \mathbb {Z} _{2}}. On obtient un générateur de ce groupe en considérant la projection d'un chemin de Sn  reliant deux points antipodaux.
Les groupes d'homologie {\displaystyle H_{k}(\mathbb {R} \mathrm {P} ^{n})} sont égaux à {\displaystyle \mathbb {Z} _{2}} pour les entiers k impairs vérifiant{\displaystyle 0<k<n}. Les autres groupes
sont nuls, excepté {\displaystyle H_{0}(\mathbb {R} \mathrm {P} ^{n})=\mathbb {Z} } et, lorsque n est impair, {\displaystyle H_{n}(\mathbb {R} \mathrm {P} ^{n})=\mathbb {Z} }.

### Espace projectif complexe
L'espace projectif complexe Pn(ℂ) peut lui aussi être vu comme une variété différentielle, quotient de la sphère unité {\displaystyle S^{2n+1}\subset \mathbb {C} ^{n+1}}, cette fois-ci en identifiant les vecteurs multiples les uns des autres par un scalaire de module 1. 
C'est une variété kählérienne pour la métrique de Fubini-Study, de courbure sectionnelle variant entre 1 et 4. Il y a aussi une structure de CW-complexe avec une cellule en chaque dimension paire inférieure ou égale à 2n.
Toute variété kählérienne définie sur un corps algébriquement clos, compacte, connexe, à courbure (bi)sectionnelle positive, est isomorphe à un espace projectif complexe.

## Utilisation
Alors que la théorie des plans projectifs a un aspect combinatoire, qui est absent dans le cas général, l’espace projectif est fondamental en géométrie algébrique, à travers la riche géométrie projective développée au XIXe siècle mais aussi dans les constructions de la théorie moderne (fondée sur l’algèbre graduée). Les espaces projectifs et leur généralisation à des variétés de drapeaux jouent aussi un grand rôle en topologie, dans la théorie des groupes de Lie et des groupes algébriques, et leur théorie des représentations.[réf. nécessaire]

### Avantage pour la considération des infinis
L’utilisation d’espaces projectifs rend rigoureuses et généralise à toute dimension la notion de droite à l'infini dans le plan projectif, qui est conçue de façon informelle comme l'ensemble des points à l'infini, points où les droites parallèles « se rencontrent ». 
Il n'y a pas de façon naturelle dans l'espace projectif P(E) d'éléments à l'infini, cet espace étant homogène.
Mais si P(E) est de dimension n, on peut fixer un sous-espace projectif de dimension n-1 et décider d'en faire le sous-espace à l'infini. Son complémentaire peut alors être identifié à l'espace affine de dimension n. Il convient de noter que les transformations projectives de P(E) ne respectent pas cette partition en général. L’utilisation d’une base adaptée de E permet l’introduction de coordonnées homogènes pour l’exécution des calculs concrets. Les points à l'infini ont pour coordonnées {\displaystyle (x_{1},\dots ,x_{n},0)} avec des scalaires {\displaystyle x_{1},\dots ,x_{n}}  non tous nuls.
En sens inverse, on obtient un espace projectif en ajoutant une coordonnée supplémentaire à celle d'un espace affine ordinaire ; exemple : trois pour un espace à deux dimensions ; quatre pour un espace à trois dimensions ; etc. Ainsi le point de coordonnées (x,y,z) en 3D aura en représentation projective les coordonnées (x,y,z,1). Les points à l'infini ont pour coordonnées (x,y,z,0) avec x,y,z non tous nuls ; par exemple celui de l'axe des x a pour coordonnées (1,0,0,0). Cette disposition permet d'éviter des traitements particuliers pour les points à l'infini (qui sont ceux dont la dernière coordonnée est 0).

### Autres domaines
Les systèmes de traitement graphique GL et OpenGL, de Silicon Graphics, utilisent des espaces projectifs pour représenter les informations spatiales en ordinateur.